# Lars Kinsarvik

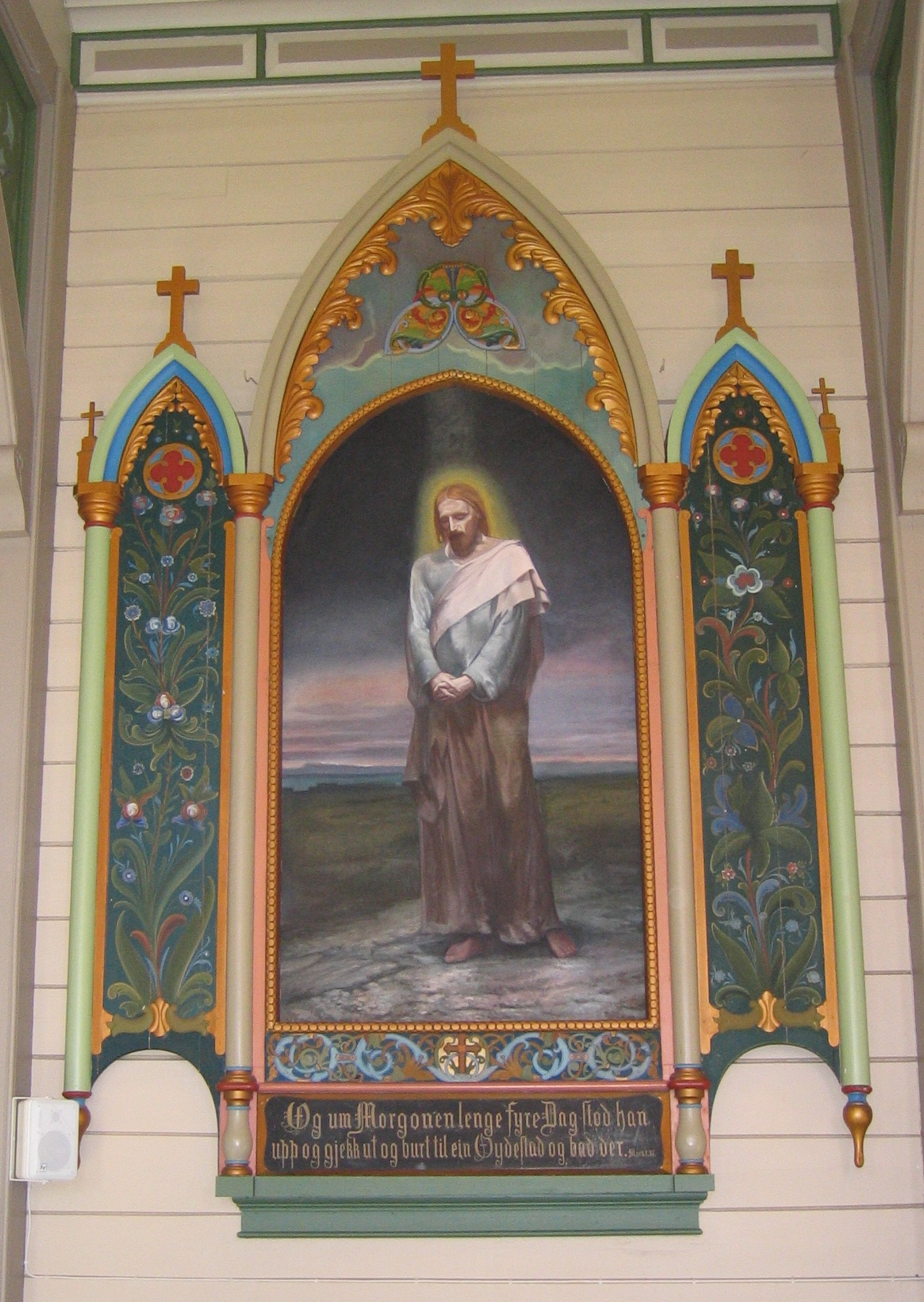
Oltář pro kostel ve Vartdalu (1907)

Lars Trondson Kinsarvik (8. září 1846–21. června 1925) byl norský řezbář, folklorista, osvětový pracovník, hudebník, básník a jazykový aktivista. Je významný zejména jako průkopník specifické severské podoby secese, inspirované vikingským uměním. Narodil se v Kinsarviku v oblasti Hardanger a od roku 1865 studoval na kreslířské škole v Bergenu. Dva roky byl žákem Anderse Askevolda. Určitou dobu se věnoval umělecké a dekorativní malbě, ale nakonec u něj zvítězilo řezbářství. Navázal na norské lidové umění období středověku a usiloval o obrození starého severského ornamentu. V letech 1886-89 vedl školu řezbářství v Hardangeru, později v letech 1905-17 se státní podporou vyučoval v oblastech Ørsta a Volda. Často se věnoval chrámovému umění: V letech 1907-15 vyřezával a maloval pro 13 kostelů v oblasti od Nordfjordu až po Trøndelag. Od roku 1899 dostával roční státní stipendium a od roku 1917 doživotní penzi.
V 60. letech 19. století psal básně a prózu do časopisu Svein Urædd. Od podzimu 1874 nějakou dobu sám vydával časopis Måltrosten, ale později psal většinou do místních novin.
Ve vyšším věku Kinsarvika postihla vážná oční nemoc. Od roku 1917 byl zcela slepý. Přestěhoval se potom zpět do své rodné vesnice Kinsarvik a žil tam až do své smrti.